# 액션 피겨

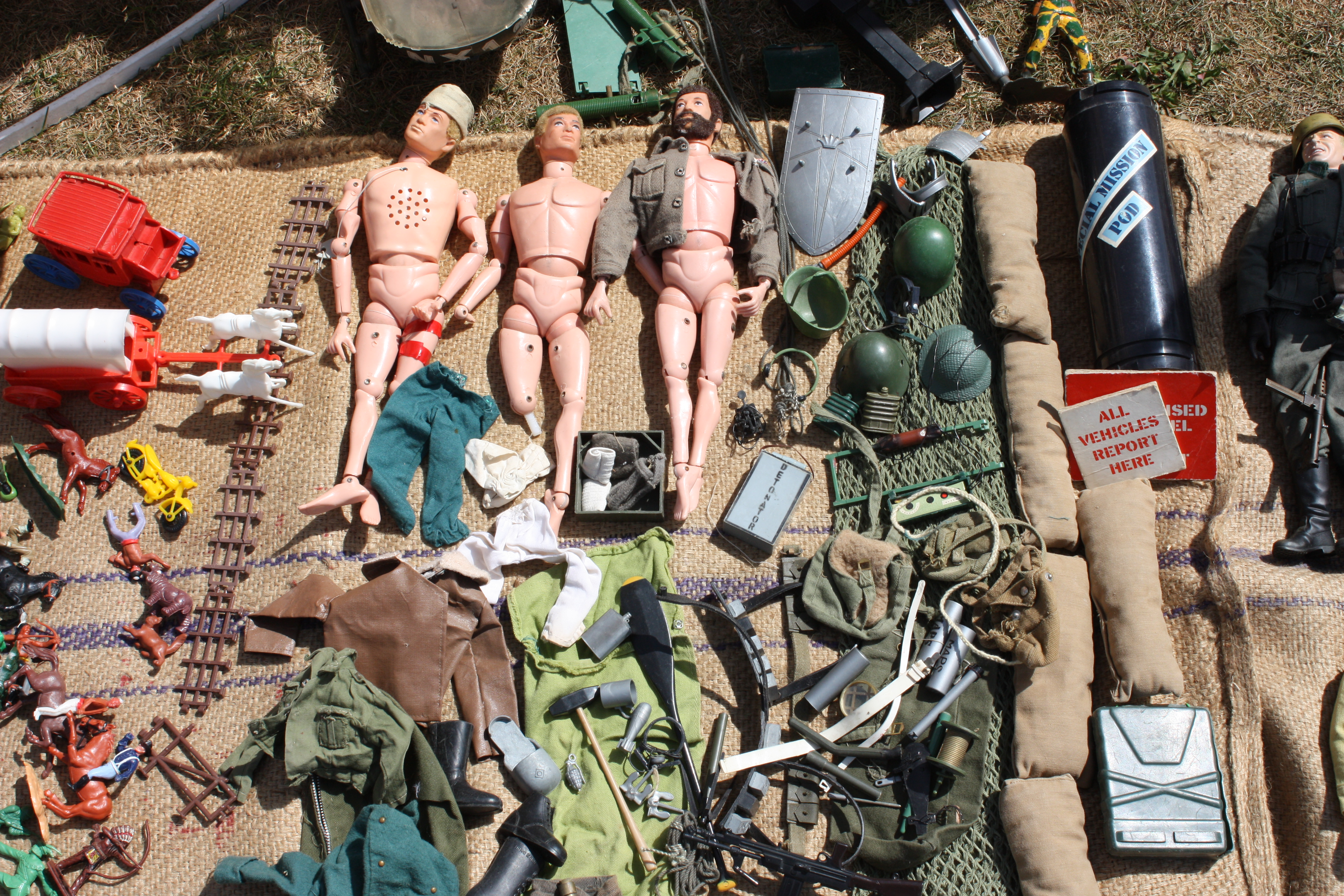

액션 피겨(Action figure)는 넓은 의미에서는 이동식 관절부를 갖춘 피규어 전반이지만, 좁은 의미로는 8인치 (약 22 cm) 내지 12인치(약 30 cm)의 이동식 관절을 가진 인간 형의 소체, 봉제품의 의상을 결합한 피겨이다. 고정된 자세만을 유지하는 스태츄 피규어와는 달리 팔, 다리 등을 자유롭게 움직일 수 있어 다양한 자세 연출이 가능하다. 건전지 충전을 통해 음성지원, 미사일 발사, LED 점등 등이 가능하기도 하다.

## 브랜드
액션 피겨의 대표적인 브랜드는 다음과 같다.
- 마블
- 디즈니
- 스타워즈
- 핫토이즈
- 해즈브로
- 반다이

## 같이 보기
- 피규어